# Новогригоровка (Бериславский район)
Новогриго́ровка (укр. Новогригорівка) — село в Мыловской сельской общине Бериславского района Херсонской области Украины.
Почтовый индекс — 74151. Телефонный код — 5532. Код КОАТУУ — 6520983503.

## Население
Население по переписи 2001 года составляло 122 человека.

### Языковой состав
Родной язык населения по данным переписи 2001 года:
| Язык       | Численность, чел. | Доля     |
| ---------- | ----------------- | -------- |
| Украинский | 116               | 95,08 %  |
| Русский    | 6                 | 4,92 %   |
| Итого      | 122               | 100,00 % |